# Fontana (Sasso Marconi)
Fontana è una circoscrizione amministrativa territoriale del comune di Sasso Marconi, in Emilia-Romagna. Il territorio della frazione comprende anche i centri abitati di Iano, Paganino e San Leo.

## Generalità
L'abitato di Fontana, sito sul lato immediatamente a sud della Rupe, deve il suo nome alla villa quattrocentesca detta Villa Fontana, conosciuta anche come Palazzo Sanuti, posta al centro del paese, incassato tra la via Porrettana, la Rupe e il fiume Reno. Centro di recente sviluppo edilizio, è dotato di una scuola elementare, un centro polivalente in cui si riunisce la giunta di frazione, e di una piccola zona industriale in cui hanno sede piccole imprese metalmeccaniche.
La zona di Iano è famosa per un'antica chiesa del 1500 dedicata a San Pietro, con alcuni affreschi su legno di Scuola Bolognese.

## Amministrazione
La giunta di frazione si riunisce nel centro civico di Fontana.
- Rober Gabellini - Presidente
- Paola Coralli  -  Segretaria
- Lucia Domenichini
- Elisabetta Polazzi

## Palazzo Sanuti

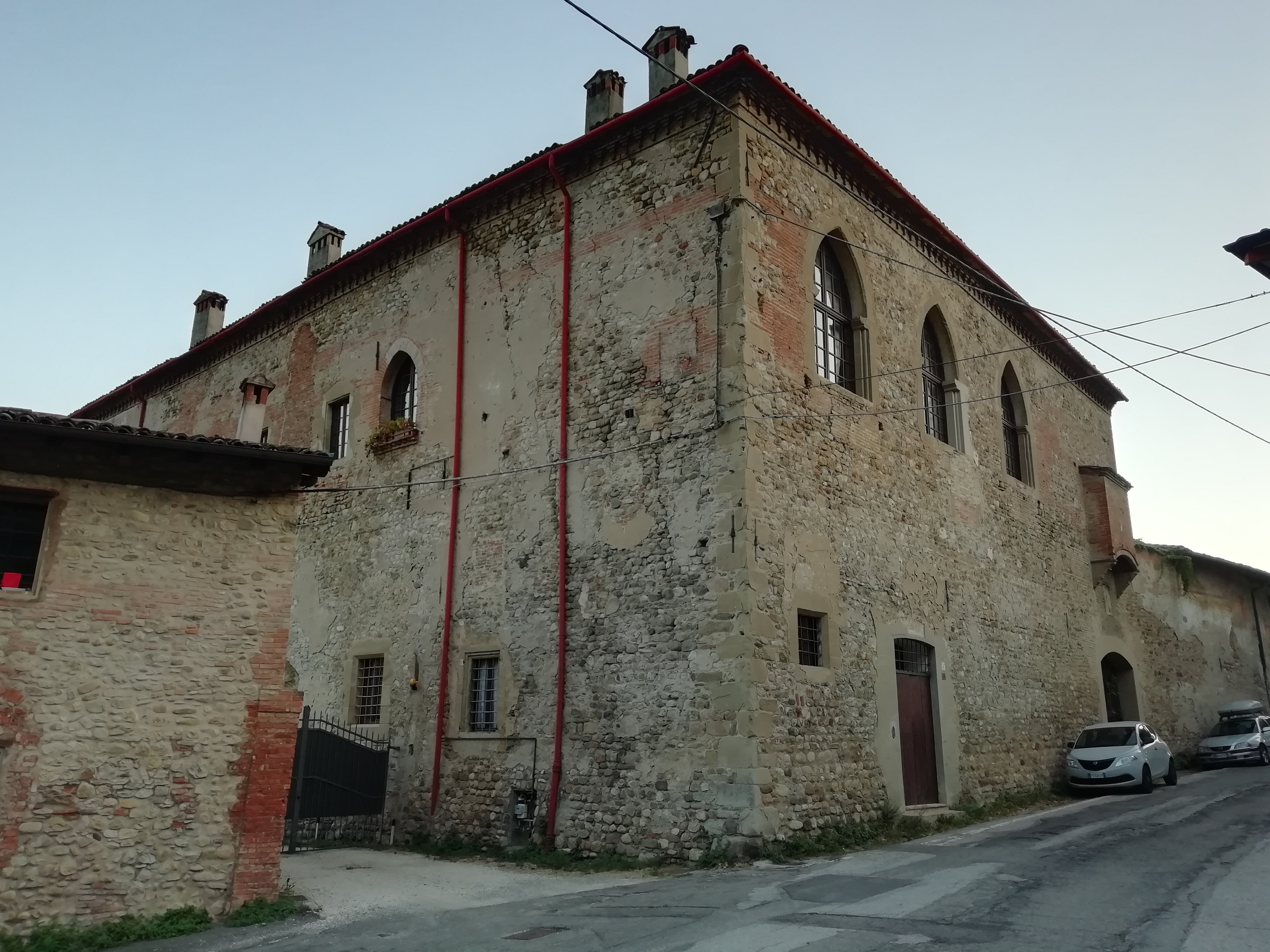
Palazzo Sanuti

La villa fu fatta costruire da Nicolò Sanuti, nobile e ricco cavaliere, che ebbe una parte notevole nella vita politica bolognese della metà del Quattrocento: fu componente del senato della città.
Nel 1447 fu nominato primo Conte della Porretta da Papa Niccolò V.
Durante i viaggi di trasferimento dal suo feudo a Bologna soleva soggiornare in questa sua possente e salda costruzione posta ai piedi della Rupe, nella cui storia egli incise in modo rilevante: nel 1477 fece, fra l'altro, ampliare la grotta in cui era custodita l'immagine della Madonna del Sasso.
Alla divisione dell'asse ereditario dei Sanuti, l'edificio toccò ai monaci benedettini di San Procolo di Bologna, che lo tennero fino a tutto il Settecento per la verità in modo poco curato. Espropriato per le vicende politiche successive alla venuta dei francesi, fu acquistato da Annibale Rossi la cui figlia Augusta sposò Pio Comelli, ai cui discendenti ancora appartiene. In particolare è da ricordare la figura di Gian Battista Comelli che fu autore, all'inizio di questo secolo, di un pregevole volume storico sulla Rupe e sul Santuario della Beata Vergine del Sasso nel quale è riportata anche una cronaca dettagliata degli avvenimenti relativi al famoso crollo della Rupe avvenuto nella notte di San Giovanni del 1895.
Il Palazzo, dotato di solide mura e loggiati, è ancor oggi sostanzialmente conservato nelle sue strutture dopo la ristrutturazione effettuata dalla famiglia Comelli. Ha un aspetto che è un po' quello della dimora rustica e in parte del fortilizio: presenta ancora all'esterno tracce di un fregio affrescato con il ritratto del Sanuti e della sua celebre seconda moglie Nicolosia Castellani, forse dei figli di Nicolò avuti dalle precedenti nozze e di altri loro familiari: le immagini sono ormai sbiadite, ma ancora visibili. Sempre sulla facciata è riprodotto lo stemma Sanuti con le parole: [Nicolaus] “Santus Porrecte Comes” e una Madonna in terracotta da attribuirsi alla scuola di Michele da Firenze.
All'interno è visibile un affresco raffigurante la “Vergine con il Bambino”. della metà del XV secolo.
L'edificio quattrocentesco, fortunatamente risparmiato dal passaggio devastante della guerra, ha un bel cortile dove sorge la fontana che ha dato il nome all'intera borgata.